# José López Maeso
José López Maeso (Puertollano, 24 dicembre 1956) è un ex tennista spagnolo.

## Carriera
In carriera ha raggiunto nel doppio la 52ª posizione della classifica ATP, mentre nel singolare ha raggiunto il 75º posto. Nei tornei del Grande Slam ha ottenuto il suo miglior risultato raggiungendo le semifinali di doppio all'Open di Francia nel 1987, in coppia con il connazionale Alberto Tous.
In Coppa Davis ha disputato un totale di 10 partite, ottenendo 7 vittorie e 3 sconfitte.